# 울산 북구의 국회의원

## 행정구역 변천
- 1997년 7월 15일 중구 송정동·효문동·양정동·진장동, 울주구 농소읍·강동면에 울산광역시 북구 설치
- 1998년 3월 1일 동구 염포동 편입

## 울산 북구의 역대 국회의원 일람
| 대수   | 이름           | 소속정당     | 임기                               | 선거구역  |
| ------ | -------------- | ------------ | ---------------------------------- | --------- |
| 제16대 | 윤두환(尹斗煥) | 한나라당     | 2000년 5월 30일 ~ 2004년 5월 29일  | 북구 일원 |
| 제17대 | 조승수(趙承洙) | 민주노동당   | 당선 무효                          | 북구 일원 |
| 제17대 | 윤두환(尹斗煥) | 한나라당     | 2005년 10월 27일 ~ 2008년 5월 29일 | 북구 일원 |
| 제18대 | 윤두환(尹斗煥) | 한나라당     | 당선 무효                          | 북구 일원 |
| 제18대 | 조승수(趙承洙) | 진보신당     | 2009년 4월 30일 ~ 2012년 5월 29일  | 북구 일원 |
| 제19대 | 박대동(朴大東) | 새누리당     | 2012년 5월 30일 ~ 2016년 5월 29일  | 북구 일원 |
| 제20대 | 윤종오(尹鍾五) | 무소속       | 당선 무효                          | 북구 일원 |
| 제20대 | 이상헌(李相憲) | 더불어민주당 | 2018년 6월 14일 ~ 2020년 5월 29일  | 북구 일원 |
| 제21대 | 이상헌(李相憲) | 더불어민주당 | 2020년 5월 30일 ~ 2024년 5월 29일  | 북구 일원 |
| 제22대 | 윤종오(尹鍾五) | 진보당       | 2024년 5월 30일 -                  | 북구 일원 |

## 같이 보기
- 울산 중구의 국회의원
- 울산 남구의 국회의원
- 울산 동구의 국회의원
- 울주군의 국회의원
- 북구 (울산 선거구)